# Pala della Crocifissione
La Pala della Crocifissione è un dipinto a tempera e oro su tavola (154x138,5 cm) di Jacopo di Cione e aiuti, databile al 1368-1370 circa e conservato nella National Gallery di Londra.

## Storia
L'opera, di dimensioni relativamente ridotte, proviene dalla cappella della sede dell'Arte dei Giudici e Notai a Firenze.
Dopo vari passaggi entrò nel museo londinese col lascito del reverendo Jarvis Holland Ash nel 1896.

## Descrizione e stile

### Scena principale
La pala principale mostra un'ampia scena della Crocifissione, abitata dai personaggi abituali: al centro Cristo si leva su un piano parallelo a quello della pala, rivolto verso lo spettatore, mentre ai lati si trovano i due ladroni: quello cattivo è straziato da due diavoli (uno gli tira i capelli, uno gli porta tizzoni ardenti), quello buono è confortato dagli angeli che ne portano l'"anumula" in paradiso, raffigurata come un bambino secondo la consuetudite. Il confronto tra i due peccatori doveva stimolare nel fedele una riflessione sul paradiso e l'inferno.
Angeli addolorati raccolgono il sangue che esce copioso dalle ferite di Cristo; uno fa per strapparsi le vesti: si tratta di un'eco ormai lontano degli affreschi di Giotto, qui ripetuto senza qualsiasi drammaticità. La metà superiore è piuttosto sgombra ed evidenzia la figura di Cristo nel risplendere del fondo oro.
Quella inferiore è più affollata. Ai piedi della croce si vede il gruppo delle Pie donne con Maria che sviene e la Maddalena vestita di rosso, a sinistra il gruppo di soldati che si gioca la veste di Cristo facendo a chi pesca la pagliuzza più lunga, a destra san Giovanni e un gruppo di ebrei e uno di centurioni romani, tra i quali qualcuno riconosce troppo tardi la santità di Gesù, indicandolo. Un uomo offre a Cristo la spugna imbevuta di aceto.
Seguono poi su un registro superiore gruppi per lo più simmetrici di soldati a cavallo, uno dei quali percuote con violenza gli stichi del ladrone cattivo con un bastone, facendoli sanguinare. Ferite simili si vedono anche sull'altro condannato, ma nessuno infierisce più su di lui. Le lance dei cavalieri, spesso decorate da vessilli, invadono la metà superiore connettendo i due emisferi. Spicca la cura usata nel rappresentare i cavalli, le bardature e le armature, talvolta con effetti a rilievo.
Alcune parti mostrano una maggiore debolezza, che ha fatto pensare a una doppia mano, secondo una pratica assai comune nelle botteghe dell'epoca.

### Figurazioni accessorie
Ai lati della scena principale si trovano quattro figure di santi a tutta figura disposte su due registri, come se fossero dentro ipotetiche nicchie. Si tratta, da sinistra in alto, di Giovanni Battista, Paolo, Jacopo e Bartolomeo. Essi poggiano i piedi su un gradino decorato da un motivo ricercato, che cita l'arte tessile.
In basso la predella è composta da cinque medaglioni con santi a mezza figura, tra decori in pastiglia e perle vitree: da sinistra una santa con una croce gigliata in mano (Reparata?), san Bernardo di Chiaravalle col libro, la Madonna col Bambino, sant'Antonio Abate e santa Caterina d'Alessandria.
La cornice ha la forma di edificio gotico e nella parte superiore ha cuspidi tridimensionali (paraceli), che servivano anche per proteggere l'immagine dalla polvere.